# Koszykówka na Letnich Igrzyskach Olimpijskich 1992
Koszykówka na Letnich Igrzyskach Olimpijskich 1992.
W finale reprezentacja Stanów Zjednoczonych pokonała 117-85 reprezentację Chorwacji. 
W turnieju po raz pierwszy wystąpili zawodowi koszykarze. Reprezentację Stanów Zjednoczonych stanowili (z jednym wyjątkiem – Christian Laettner, wybrany jako najlepszy gracz ligi akademickiej NCAA) najwybitniejsi koszykarze grający w lidze NBA, z Michaelem Jordanem na czele.

## Medale
| Mężczyźni | Złote | Srebrne | Brązowe |
| Mężczyźni | Stany ZjednoczoneDavid Robinson Patrick Ewing Larry Bird Scottie Pippen Michael Jordan Clyde Drexler Karl Malone John Stockton Chris Mullin Charles Barkley Magic Johnson Christian Laettner | ChorwacjaDražen Petrović Velimir Perasović Danko Cvjetičanin Toni Kukoč Vladan Alanović Franjo Arapović Žan Tabak Stojko Vranković Alan Gregov Arijan Komazec Dino Rađa Aramis Naglić | LitwaValdemaras Chomičius Alvydas Pazdrazdis Arūnas Visockas Darius Dimavičius Romanas Brazdauskis Gintaras Krapikas Rimas Kurtinaitis Arvydas Sabonis Artūras Karnišovas Šarūnas Marčiulionis Gintaras Einikis Sergejus Jovaiša |

W finale drużyna Wspólnoty Niepodległych Państw pokonała 76-66 reprezentację Chińskiej Republiki Ludowej. 
| Kobiety | Złote | Srebrne | Brązowe |
| Kobiety | Wspólnota Niepodległych PaństwOłena Żyrko Jelena Baranowa Irina Gerlic Jelena Tornikidou Jelena Szwajbowicz Marina Tkaczenko Irina Minch Jelena Kudaszowa Irina Sumnikowa Elen Bunatjanc Natalja Zasulska Swietłana Zabołujewa | ChRLCong Xuedi Li Xin Liu Jun Wang Fang Zheng Dongmei Zheng Haixia Peng Ping Li Dongmei Liu Qing Zhan Shuping He Jun Zheng Xiulin | Stany ZjednoczoneTeresa Edwards Daedra Charles Clarissa Davis Teresa Weatherspoon Tammy Jackson Vickie Orr Vicky Bullett Carolyn Jones Katrina McClain Medina Dixon Cynthia Cooper Suzanne McConnell |

## Zobacz
Letnie Igrzyska Olimpijskie 1992